# Heuchera
Heuchera es un género con 50 especies de plantas de flores de la familia Saxifragaceae.
Es una planta herbácea perenne nativa de Norteamérica. Tiene las hojas palmeadas y lobuladas sobre un largo peciolo. Es género fue nombrado en honor de Johann Heinrich von Heucher (1677–1746), médico del siglo XVIII.
Las especies crecen en lugares variados, algunas muy diferenciados de otros, y tienen variables preferencias de temperatura, sol y otros factores naturales. H. maxima se encuentra en el archipiélago del Norte, en California, donde crece sobre roquedales, ventosos y salinos.  H. sanguinea, llamadas comúnmente campanas de coral por el colorido de sus flores, se encuentra en lugares cálidos en los cañones secos de Arizona. Jardineros y horticultores han desarrollado multitud de híbridos entre varias especies de  Heuchera. 

## Especies seleccionadas
- Heuchera abramsii
- Heuchera alpestris
- Heuchera americana
- Heuchera brevistaminea
- Heuchera brizoides
- Heuchera cespitosa
- Heuchera chlorantha
- Heuchera cylindrica
- Heuchera duranii
- Heuchera elegans
- Heuchera maxima
- Heuchera merriamii
- Heuchera micrantha
- Heuchera parishii
- Heuchera pilosissima
- Heuchera pulchella
- Heuchera rubescens
- Heuchera sanguinea
- Heuchera villosa
- Heuchera wootonii